# フェルディナント・ケトラー
フェルディナント・ケトラー（Ferdinand Kettler, 1655年11月1日 - 1737年5月4日）は、クールラント・ゼムガレン公（在位：1730年 - 1737年）。フェルディナントの死と同時にケトラー家は断絶した。

## 生涯
クールラント公ヤーコプ・ケトラーと、大選帝侯フリードリヒ・ヴィルヘルムの妹ルイーゼ・シャルロッテとのあいだの末息子として生まれた。1711年に甥のフリードリヒ・ヴィルヘルムが死んだとき、フェルディナントは唯一の相続人として公爵位を継承するはずだった。しかし彼はダンツィヒに住んでおり、公国の騎士身分は公爵は公国内に居住していなければならないという法令を盾にフェルディナントを公爵と認めないと宣言した。老境のフェルディナントはケトラー家最後の男系男子であるため、近隣列強はこぞって自国から後継者を出そうとした。有力な後継候補と目されたのは、ポーランド王アウグスト2世の庶長子であるモーリス・ド・サックス伯爵であった。ロシア政府はみすみすクールラントに対する影響力を失う気はなく、公国を占領してモーリスを追い払うことに成功した。
1730年、甥フリードリヒ・ヴィルヘルムの未亡人で長くロシア占領下のクールラントを統治してきたアンナ・イオアノヴナがロシアの帝位につくと、フェルディナントは新女帝アンナのおかげで正式にクールラント公爵位についた。彼はザクセン＝ヴァイセンフェルス公ヨハン・ゲオルクの娘ヨハンナ・マグダレーネ（1708年 - 1760年）と結婚したが、50歳以上年の離れた妻との間に子供を授かることはなく、即位して7年後に亡くなった。アンナ女帝はフェルディナントの後継者に、自分の寵臣エルンスト・ヨハン・フォン・ビロンを指名した。